# Zentralstelle für maschinelle Dokumentation

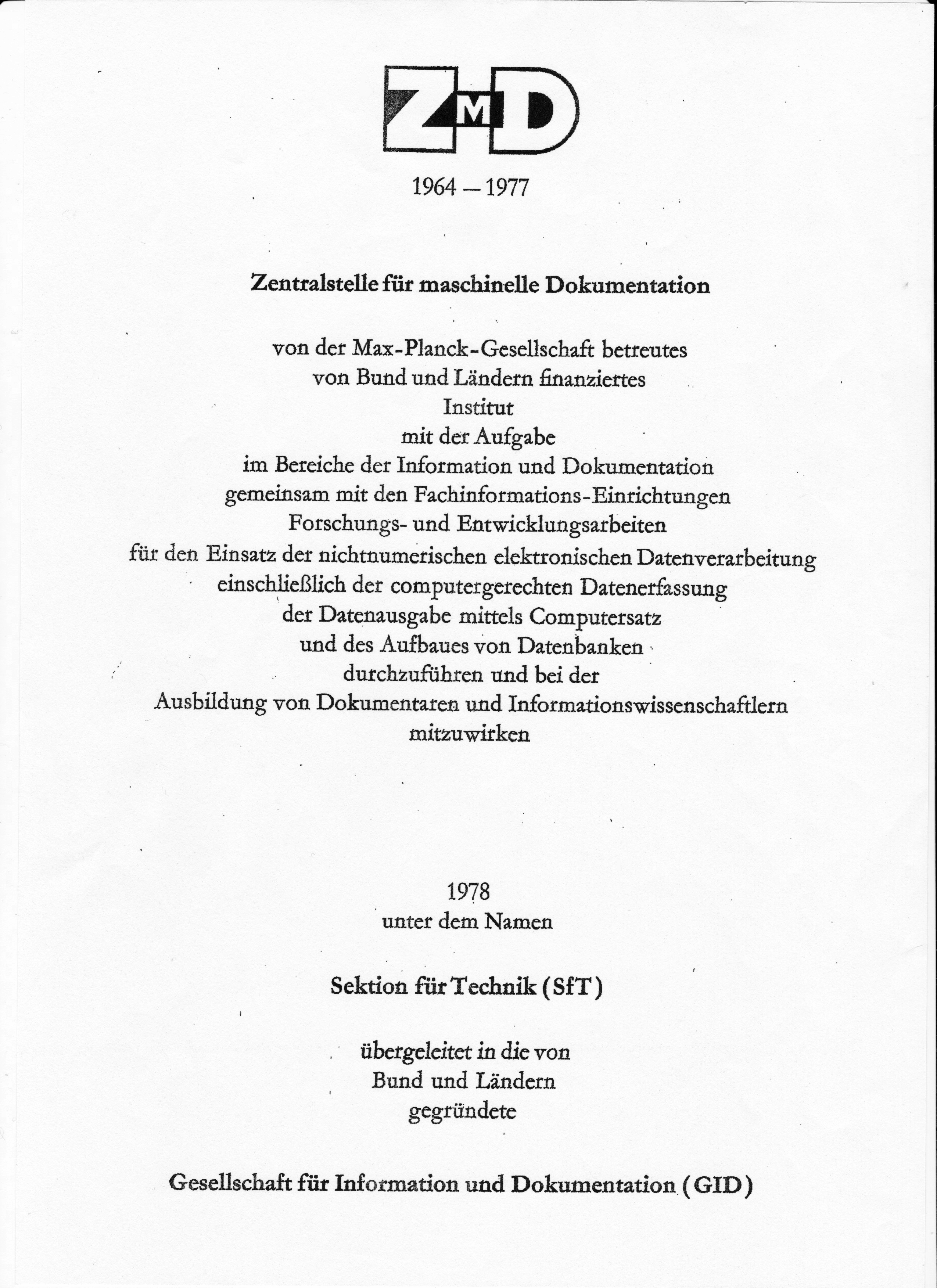
Eine historische Institutsbeschreibung der ZMD aus dem Jahr 1977

Die Zentralstelle für maschinelle Dokumentation (ZMD) war ein Institut, in dem neben Grundlagen- und angewandter Forschung auch Entwicklungs- und Dienstleistungsarbeiten auf dem Gebiet der Information und Dokumentation unter Einsatz der elektronischen Datenverarbeitung betrieben wurden. Die ZMD hatte ihren Sitz in Frankfurt am Main und bestand von 1964 bis 1977.

## Geschichte

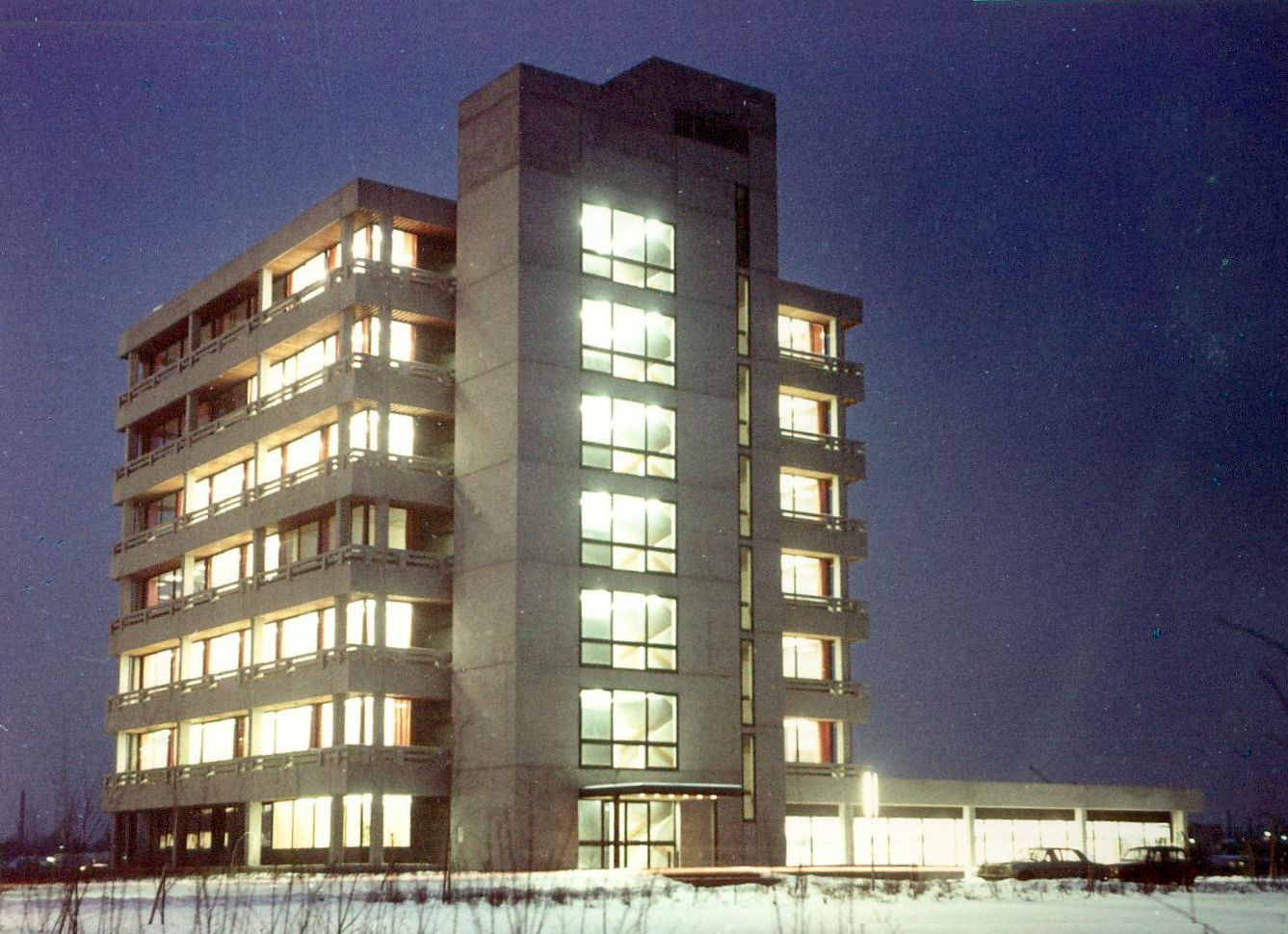
Die Zentralstelle für maschinelle Dokumentation in der Bürostadt Niederrad, 1970

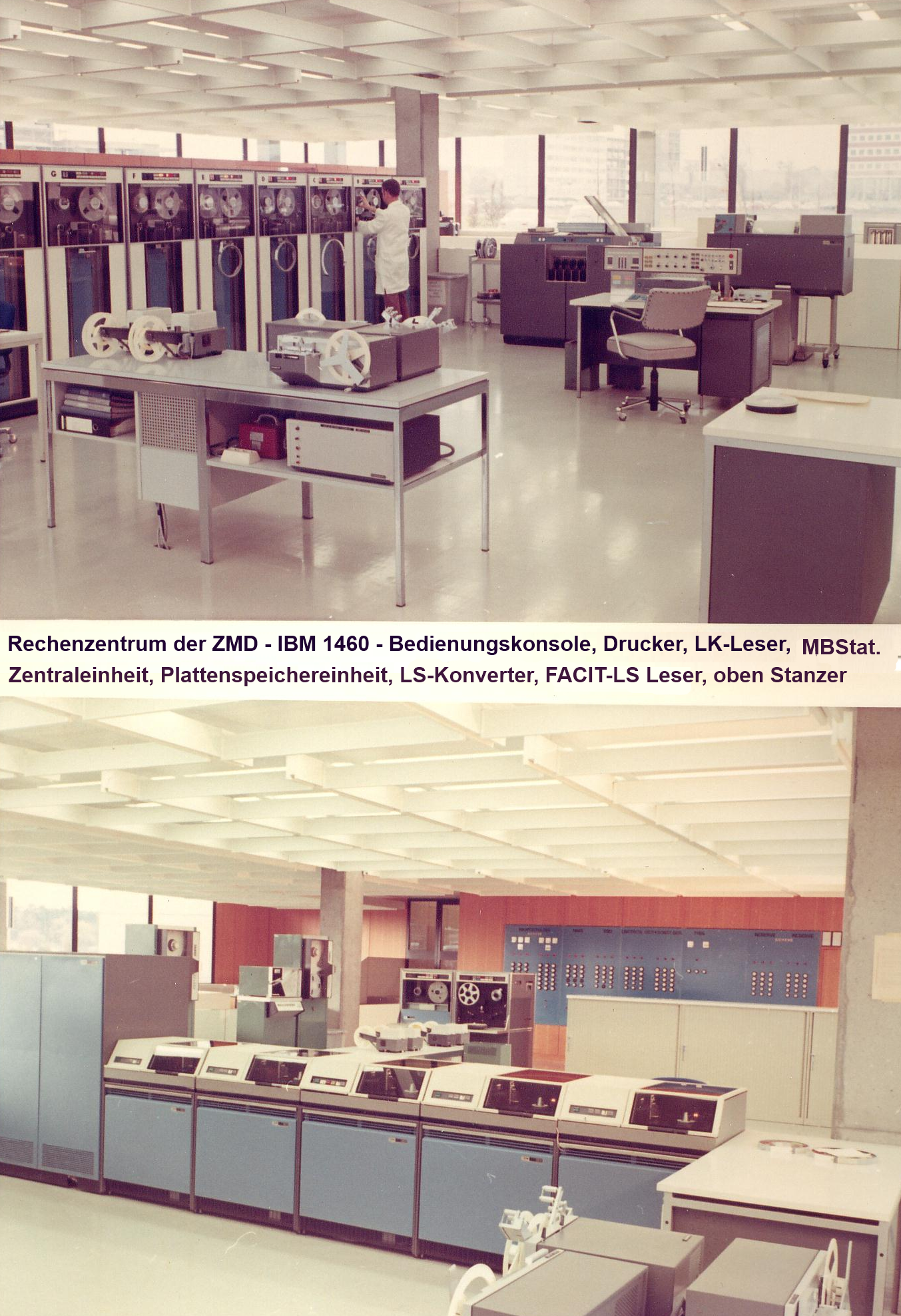
Das RZ der ZMD, 1970

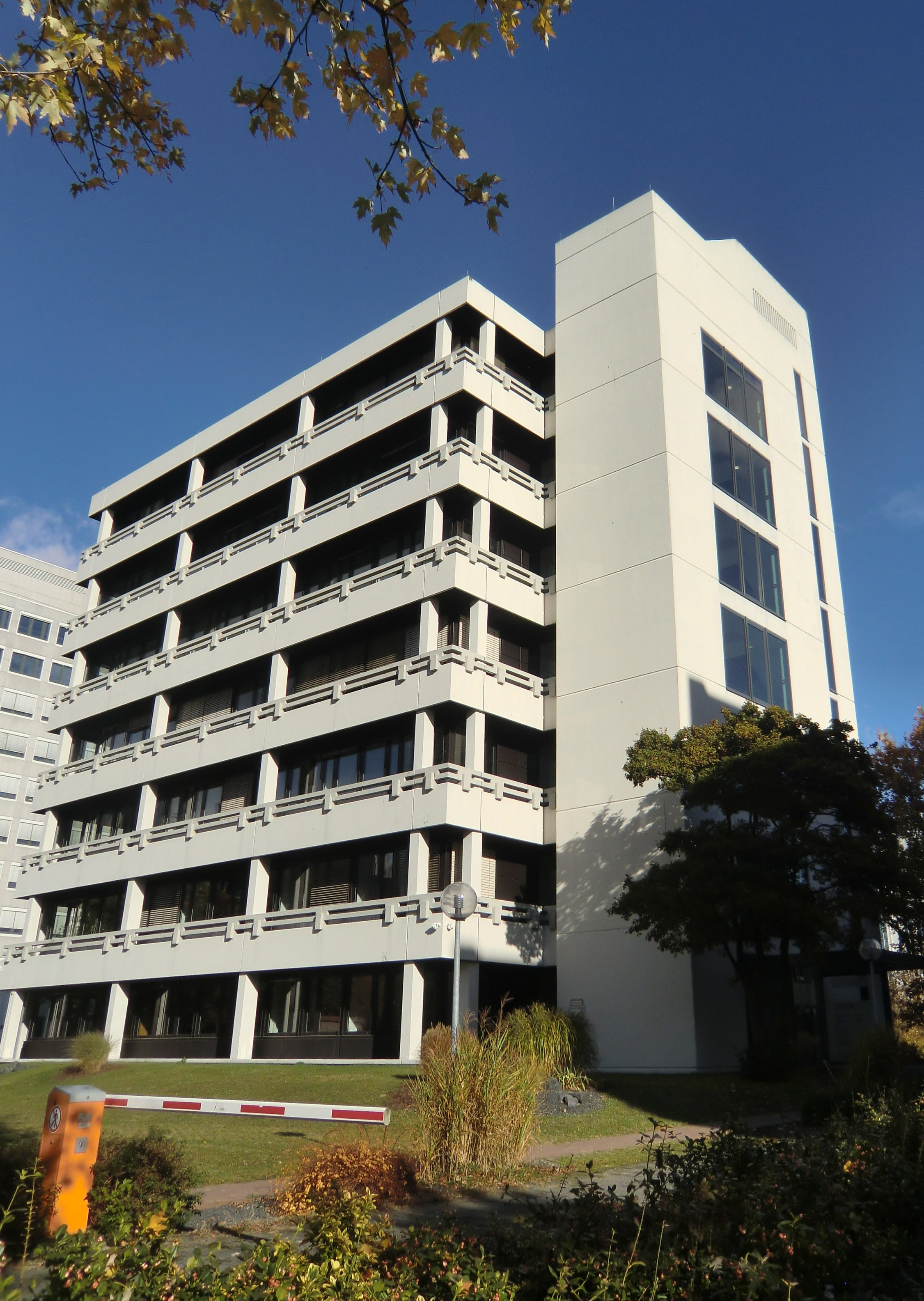
Das Gebäude der ehemaligen Zentralstelle für maschinelle Dokumentation, 2016

Die Zentralstelle war ein Ableger des Instituts für Dokumentationswesen (IDW). Sie wurde 1964 gegründet und hatte ihren ersten Sitz in Frankfurt am Main am Holzhausenpark in angemieteten Büroräumen. 1969 zog die ZMD gemeinsam mit dem Institut für Dokumentationswesen (IDW) in ein neu errichtetes, eigenes Gebäude in die Bürostadt Niederrad. 1977 wurde das Institut in die Sektion für Technik der im gleichen Jahr neu entstandenen Gesellschaft für Information und Dokumentation (GID) überführt. Die ZMD lag im Zuständigkeitsbereich des Bundesministeriums für Forschung und Technik (BMFT) – heute Bundesministerium für Bildung und Forschung (BMBF) –, wurde aus Mitteln des Bundes und der Länder finanziert und von der Minerva GmbH, einer Tochter der Max-Planck-Gesellschaft (MPG), betreut. – Direktor der ZMD war Klaus Schneider.

## Aufgabenbereich
Die Aufgabe des Instituts war es im Bereich der Information und Dokumentation Entwicklungs- und Forschungsarbeiten unter Einsatz der nichtnumerischen elektronischen Datenverarbeitung (EDV) durchzuführen und den Aufbau von Datenbanken zu realisieren. Außerdem wurden Programme für den Computersatz entwickelt und an der Ausbildung von Dokumentaren und Informationswissenschaftlern mitgewirkt. – Hilfestellungen, Gutachtertätigkeiten und Mitarbeit in Beratergremien etwa im Zusammenhang mit Automatisierungsprojekten vor allem für neugegründete Bibliotheken; siehe Lit. G. Pflug

### Realisierte Projekte (Auszug)

#### Gedruckte Dienste
- Eines der ersten Projekte, das in enger Zusammenarbeit mit Bibliothekaren der Deutschen Bibliothek realisiert werden konnte, war die Herstellung der Deutschen Bibliographie mittels in der ZMD entwickelter Computerprogramme. Die Deutsche Bibliographie war 1966 die erste Nationalbibliographie der Welt, die komplett im laufenden Betrieb mittels elektronischer Datenverarbeitung (EDV) hergestellt wurde.[9][10] Siehe auch Meyers Lexikon. 9. Auflage. Band 6, S. 494.
- „The South African Nationalbibliography“ (SANB) war ein internationales Projekt, bei dem eine Vierjahresausgabe erstmals mit Programmen der ZMD, per Computer erstellt wurde. 1968 war die SANB damit weltweit die zweite Nationalbibliographie, die auf diese Art produziert werden konnte.[11] Das Know-how wurde später zur Staatsbibliothek nach Pretoria transferiert; siehe Lit. Chr. Hitzeroht, die SANB erstellt mittels Computer
- Das internationale Lebensmittel-Referateorgan: „Food Science and Technologie Abstracts“ (FSTA)[12][13] war ein weiteres Projekt, bei dem in der ZMD entwickelte Programme bei der Computer-Verarbeitung eingesetzt wurden; siehe Lit. U. Schützsack, Titel. FSTA.
- Verarbeitung, Registererstellung usw. der J.G. Fichte-Bibliographie mittels DV und in der ZMD angepasster Programme.[14]
- Verarbeitung der Jahresbände der Documentatio Geographica,[15] (Hrsg.): Institut für Landeskunde, Bad Godesberg, mittels DV und in der ZMD neu entwickelter und angepasster Programme; siehe Lit. E. Meynen, Titel, Die Documentatio Geographica.

#### Datenbank-Dienste
- 1963 – Martin Cremer, der Direktor des Instituts für Dokumentationswesen (IDW) in Frankfurt (Main), siehe oben Geschichte, war einer der Mitbegründer des Instituts für Psychologische Information und Dokumentation, heute Leibniz-Institut für  Psychologie (ZPID) an der Universität Trier. – 1975 wird die Datenbank Psychological Abstracts auf dem Rechner der ZMD implementiert und 1977 eine Wählleitung (später Standleitung) zwischen der ZPID und der ZMD eingerichtet und damit ein Online-Zugriff auf die Daten von Psychological Abstracts ermöglicht.[16]

### Nachuniversitäre Ausbildung
- Von der ZMD wurde ab 1971 unter der Leitung von Gerhard Lustig eine 2-jährige postgraduale Ausbildung mit Forschungsschwerpunkt Informations Retrieval und Indexing sowie von verwandten Bereichen angeboten; siehe auch unter Lit. G. Lustig.[17]

### Lehrtätigkeit
- Nachdem 1967 die DGD die Gründung des Frankfurter Lehrinstituts für Dokumentation (LID) beschlossen hatte, beteiligten sich Mitarbeiter der ZMD als Dozenten an der Ausbildung wissenschaftlicher und diplomierter Dokumentare sowie der Dokumentationsassistenten.[18] Regelmäßige Lehrgänge wurden sowohl im eigenen Haus als auch in den Räumlichkeiten der LID abgehalten.

## Sonstiges

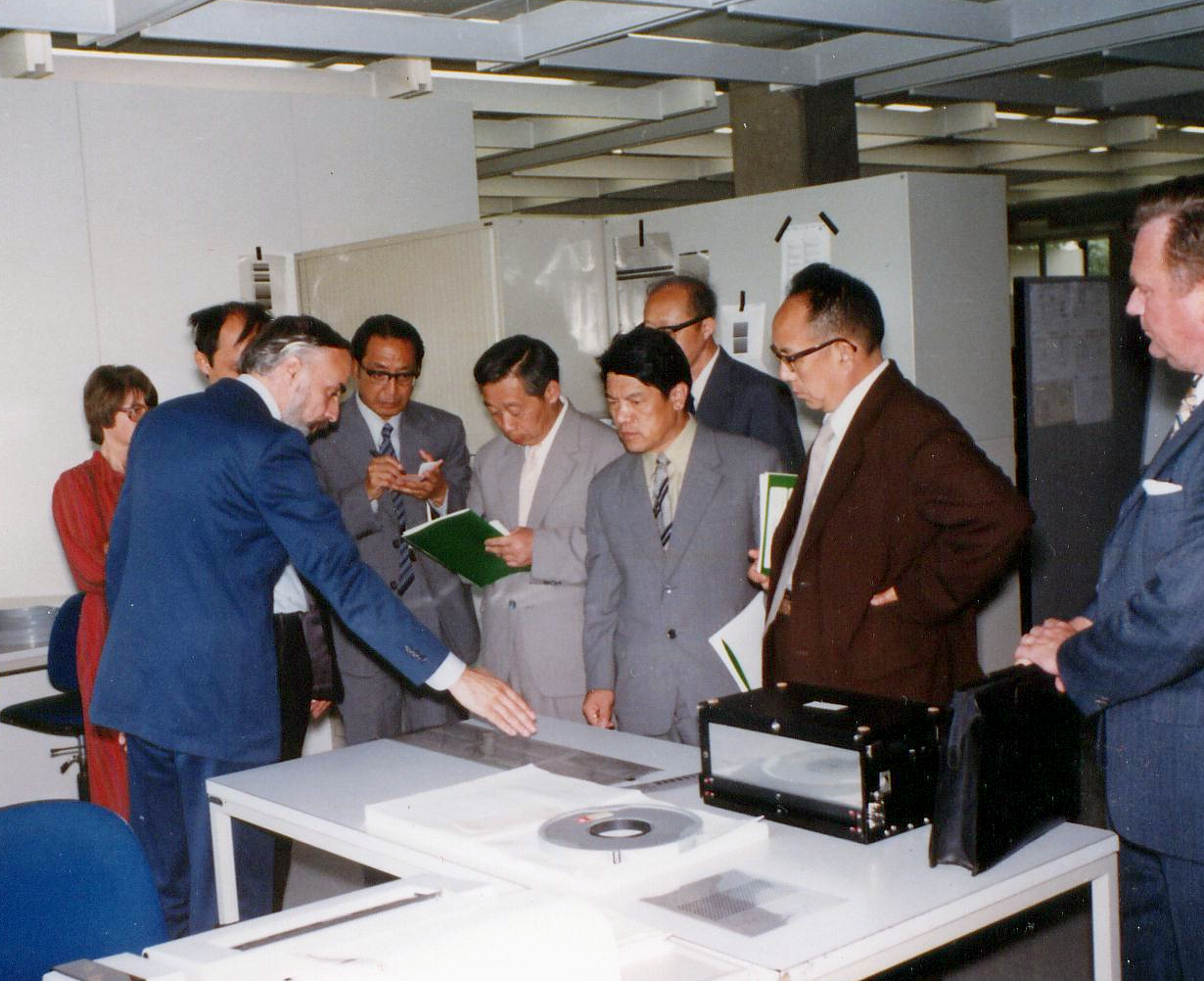
Wissenschaftler der National Universität Taiwan im Rechenzentrum der ZMD

- Die Zentralstelle wurde häufig von interessierten Fachleuten aus dem In- und Ausland besucht.– Nebenstehendes Foto zeigt Wissenschaftler der Nationaluniversität Taiwan, in Taipeh, Taiwan, die sich im Institutsrechenzentrum über per Computer aufbereitete Fotosatzprodukte informieren.
- Das Gebäude der ZMD wurde mit Hilfe der Volkswagenstiftung finanziert und bei der Beschaffung einer IBM 1460 Computeranlage eine Mitfinanzierung geleistet; siehe Lit. Schneider, die ZMD in Frankfurt am Main., S. 17.
- Die oberen beiden Etagen des Hauses waren vom Institut für Dokumentationswesen (IDW) belegt.
- Später war im ehemaligen Gebäude der ZMD die Deutsche Bahn AG, DB ProjektBau untergebracht. Der Flachbau des Rechenzentrums wurde abgerissen und zu einem Parkplatz gemacht. – Heute steht das Haus in der Herriotstraße 5 leer und wird im Rahmen des zurzeit laufenden Wohnprojekts: „Wandel der Bürostadt Niederrad hin zu einem gemischt genutzten Büro- und Wohnquartier“ einer neuen Nutzung zugeführt.[1] – Lt. aktuellen Beiträgen im Deutschen Architektur-Forum wird das Haus in der Herriotstraße 5 in der Liste der denkmalgeschützten Gebäude geführt.[19]